# Ciudad Sandino
Ciudad Sandino – miasto w Nikaragui; 74 200 mieszkańców (2006). Przemysł spożywczy, włókienniczy.